# Andreas Wegener (Ruderer)
Andreas Friedrich Carl Wegener (* 25. August 1878 in Bremen; † 21. Juli 1945 in Berlin) war ein deutscher Ruderer.

## Biografie
Andreas Wegener nahm bei den Olympischen Sommerspielen 1912 in Stockholm mit seinem Verein dem Berliner RC Sport-Borussia in der Achter-Regatta teil. Jedoch konnte das Boot nicht den Finallauf erreichen. Beim Deutschen Meisterschaftsrudern 1906 gewann Wegener Bronze im Vierer ohne Steuermann.